# محمد صدقي البورنو
محمد صدقي البورنو (1349- 1446 هـ / 1930- 2025 م) فقيه مسلم وعالم في أصول الفقه، ومجاهد فلسطيني من غزَّة هاشم، وباحث محقِّق، وداعية مربٍّ، وأستاذ جامعي. تلقَّى تعليمه في جامعة الأزهر وكلية الشريعة بجامعة دمشق، ودرَّس في جامعة الإمام محمد بن سعود الإسلامية في السعودية قرابة عشرين سنة، وهو أوَّل من درَّس مادَّة "القواعد الفقهية" في الجامعات السعودية. وقد اشتَهَر بكتابيه "موسوعة القواعد الفقهية" في 13 مجلدًا، و"الوجيز في إيضاح قواعد الفقه الكلِّية" الذي قُرِّر في الجامعات السعودية والكويتية وغيرها.

## ولادته وتحصيله

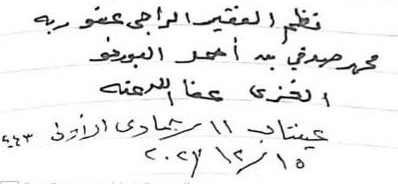
نموذج من خط الشيخ صدقي البورنو

وُلد الدكتور أبو الحارث الغَزِّي، محمد صدقي بن أحمد بن محمد آل بُورْنُو، في حيِّ الزيتون أكبر أحياء مدينة غزَّة، يوم السبت 11 جُمادى الآخرة 1349هـ الموافق 1 نوفمبر (تشرين الثاني) 1930م. وتعود أصوله إلى بلدة بُورْنُو في مدينة آمِد من ديار بَكْر.
درس المرحلة الابتدائية في غزَّة ونال شهادتها عام 1945، ثم عمل في أعمال حرَّة حتى قامت حرب فلسطين عام 1948، فاشترك في جيش الإنقاذ مجاهدًا وهو في السابعة عشرة من عمره، وأصيب في معركة "الزرَّاعة" قرب بَيْسان في فبراير (شُباط)، وأسره الجيش الإنكليزي حينئذٍ، وبقي في سجن مستشفى الأمن في مدينة حَيْفا إلى 15 مايو (أيَّار)، ثم أُفرج عنه مع الانسحاب البريطاني، ونُقل إلى مستشفى الأمين، ثم إلى مستشفى جمعية الاتحاد النسائي العربي في مدينة نابُلُس قبل احتلالها، ومكث فيها ثلاثة أشهر حتى برئ من جراحه. فمضى إلى مدينة رام الله وأقام في منزل قائم مقامها وحاكمها الإداري عارف العارف الذي تجمعه بزوجته صلة قرابة ونسب، ثم أعاده أبوه إلى غزَّة ليعمل مرَّة أُخرى في بعض الأعمال الحرَّة.
سافر عام 1954 إلى مصر طلبًا للعلم، وسلك طريق الطلب من أوَّله، مع أنه كان قد بلغ الثالثة والعشرين من عمره، درس في القسم العامِّ للأزهر الشريف بالقاهرة، فأتمَّ التعليم الابتدائي والثانوي فيه، وتخرَّج بتقدير ممتاز والمرتبة الأولى. وحين قامت الوحدة بين سوريا ومصر عام 1958، التحقَ بكلية اللغة العربية في جامعة الأزهر، وبكلية الشريعة في جامعة دمشق، ليتخرَّج في كلا الكليَّتين بإجازة في اللغة العربية، وإجازة في الشريعة الإسلامية، في عام واحد 1962، وكان الأول على دفعته في جامعة دمشق.
في مطلع السبعينيات وفي أثناء عمله في التعليم حصل على شهادة (ماجستير) من كلية الشريعة في جامعة الأزهر والقانون. ثم عاد إلى مصر مرَّة أُخرى وحصل على شهادة (دكتوراه) في الشريعة الإسلامية من كلية الشريعة والقانون بجامعة الأزهر، عام 1398هـ/ 1979م، في تخصُّص السياسة الشرعية، وموضوع أطروحته "سياسة عمر بن عبد العزيز رحمه الله الإصلاحية".

## عمله ووظائفه
عقب تخرُّجه عام 1962 غادر إلى المملكة المغربية ليعمل مدرِّسًا للغة العربية لطلاب المرحلتين الإعدادية والثانوية، في مدينتَي آسفي والدار البيضاء، مدَّة 3 سنوات حتى عام 1965. ثم تعاقد مع الكلِّيات والمعاهد العلمية في المملكة العربية السعودية، مدرِّسًا في معاهدها بعدد من المدُن والمناطق؛ في جيزان عامين، والزُّلْفي ثلاثة أعوام، وبِيْشَة عامًا، وبَلْجَرَشِي عامًا، إلى عام 1973. ثم انتقل إلى ليبيا للتدريس فيها مدَّة أربعة أعوام في معهد المعلِّمين بمدينة الخُمْس، إلى عام 1977.
بعد حصوله على الدكتوراه عام 1399هـ/ 1979م عاد مرَّة أُخرى إلى المملكة العربية السعودية أستاذًا مساعدًا في جامعة الإمام محمد بن سعود الإسلامية بالرياض، مدرِّسًا في كلية الشريعة لموادِّ الفقه والحديث وأصول الفقه. ثم اقترح قسم أصول الفقه تدريس مادَّة القواعد الفقهية، وكانت مادَّة جديدة لم تُدرَّس من قبل، فكُلِّف الشيخ صدقي البورنو وضعَ منهج ومقرَّر لها وتدريسَها، فألف لها كتابه "الوجيز في إيضاح قواعد الفقه الكلِّية"، وتولَّى تدريسَها ليكون أولَ من درَّسها في الجامعات السعودية، عام 1403هـ/ 1983. ورُقِّي عام 1406هـ/ 1986 إلى مرتبة أستاذ مشارك في الفقه وأصوله.
وفي عام 1407هـ/ 1987م انتقل عمله من الرياض إلى فرع جامعة الإمام في مدينة بُرَيدة بمِنطقة القَصِيم، واستمرَّ إلى نحو عام 1418هـ/ 1997م، حين قدَّم استقالته بعد قرابة عشرين سنةً قضاها في التدريس بجامعة الإمام، أشرف فيها وناقش قرابة عشرين رسالةً وأطروحةً جامعية، من رسائل الماجستير والدكتوراه.
اشتَهَر الشيخ بكتابين من أهمِّ كتبه هما "موسوعة القواعد الفقهية" في 13 مجلَّدًا، و"الوجيز في إيضاح قواعد الفقه الكلِّية" جمع فيه بين كتاب السُّيوطي وابن نُجَيم وغيرهما في القواعد، وهذَّبها، وقد دُرِّس كتابه الوجيز في الجامعات السعودية نحو خمسين سنة، وكان مقرَّرًا في جامعة الإمام محمد بن سعود، وفي كلية الشريعة في جامعة الكويت، وفي كثير من الجامعات الإسلامية. وقد نظمه الشيخ الدكتور حاكم المطيري فيما أسماه "الإبريز نظم الوجيز" ونشره في كتابه "روائع المتون وبدائع الفنون"، وقد شرح النظمَ عددٌ من العلماء والشيوخ.
جمع بورنو مكتبةً تراثية ضخمة في علوم شتَّى، أهداها إلى مكتبة القصر الرئاسي في أنقرة.

## كتبه وآثاره

1. الذِّكر وأثرُه في دنيا المسلم وآخرته، جامعة الإمام محمد بن سعود الإسلامية بالرياض، ضمن سلسلة الداء والشفاء، 1408هـ.
2. الغُنية في أصول الفقه، للإمام منصور بن إسحاق السِّجِسْتاني (ت 290 هـ) (تحقيق)، 1410هـ/ 1989م.
3. قدوة الحكَّام والمصلحين عمر بن عبد العزيز رحمه الله، (رسالة الدكتوراه)، مكتبة المعارف بالرياض، 1413هـ.
4. الوجيز في إيضاح قواعد الفقه الكلِّية، طبع عدَّة طبعات، ط4، مؤسسة الرسالة ببيروت، 1416هـ/ 1996م.[7]
5. الجامع لسيرة عمر بن عبد العزيز رحمه الله، للإمام أبي حَفْص عمر بن محمد المَلَّاء (ت 570 هـ) (تحقيق)، في مجلدين، مؤسسة الرسالة ببيروت، 1416هـ.
6. موسوعة القواعد الفقهية، (لأول مرَّة في التاريخ الإسلامي، وهي موسوعة مرتبة ألفبائيًّا)، في ثلاثة عشرة مجلَّدًا، مؤسسة الرسالة ببيروت، 1424هـ/ 2003م.[8]
7. الأحاديث الغَزِّية في الجهاد والاستشهاد والنية، مؤسسة الرسالة ببيروت، 1424هـ/ 2004م.[9]
8. كشف السَّاتر شرح غَوامض روضة الناظر، وهو شرح لكتاب ابن قُدامة،[2] في مجلَّدين، مؤسسة الرسالة ببيروت، 1434هـ/ 2013م.[10]
9. قبس البيان مختصَر تفسير الإمام ابن جرير الطبري جامع البيان، تحت الطبع على هامش المصحف.
10. الردُّ المُفحِم على من أجاز إمامة المرأة بالرجل المسلم، تحت الطبع والترجمة.

11. العِماد في الجهاد.[4]

## صفاته
- أثنى عليه تلميذه الدكتور علي العقلا قائلًا: «درَّسَنا الشيخ محمد صدقي البورنو مادَّتي القواعد الفقهية وأصول الفقه، وكان من العلماء الذين استفدنا منهم وأثَّروا في حياتنا العلمية والعملية، فكان قدوةً لنا بعلمه وأخلاقه، وبمثابرته وجدِّيته، وفي احترامه للطلَّاب. وقد غرس في قلوبنا حبَّ العلم وحبَّ الاطِّلاع، واحترام الوقت وتقديره، فلا أذكر أنه تأخَّر عن درس له دقيقةً واحدة، ولم يغِب عن أيِّ محاضرة، بل من حِرصه على الوقت يأتي قُبيل الوقت، ولكنَّه لا يبدأ المحاضرة إلا في الوقت المحدَّد، وإذا انتهى وقت المحاضرة فإنه ينتهي معه، احترامًا للشيخ الذي سيأتي بعده. وكان جادًّا في طرحه العلمي، حتى إن الأسئلة التي يضعها للاختبارات تكون شاملة ودقيقة».[1]
- وصف تلميذه الدكتور أحمد محمد نجيب عبادتَه بقوله: «كان الشيخ محمد صدقي صوّامًا يصوم كلَّ الأيام عدا يومَ الجمعة وأيام الأعياد منذ خمسين سنة، قوَّامًا يطيل القيام والركوع والسجود».[3]

## تكريمه

تكريم الشيخ صدقي البورنو في غازي عنتاب عام 2023

- كرَّمه تجمُّع طلَّاب العلم والعلماء في جامع أروسلو بمدينة عِنْتاب، بحضور ثُلَّة من العلماء والتجمُّعات والمدارس الدينية، بتاريخ 4 مايو (أيَّار) 2023.[11]

## وفاته
توفي محمد صدقي البورنو في غازي عنتاب بتركيا، يوم الأربعاء 26 رمضان 1446هـ الموافق 26 مارس (آذار) 2025م، عن عمر ناهز ستة وتسعين عامًا. وصُلِّي عليه في مسجد نقيب أوغلي (بالتركية: Nakıpoğlu)، ودُفن في مقبرة عصرية بشهيد كامل، في اليوم التالي الخميس 27 رمضان 1446هـ الموافق 27 مارس 2025م، بعد صلاة الظهر.

## الملاحظات
1. ↑  ذكر تلميذه الدكتور أحمد محمد نجيب أن الشيخ صدقي البورنو حصل على شهادة ماجستير من كلية الشريعة بجامعة دمشق.
2. ↑  تُكتب «أُوغلي» كما كانت تُكتب في العصر العُثماني، لكنها تُلفظ «أُوغْلُو» كما تُكتب بالتركية المعاصرة (بالتركية: Oğlu).

## وصلات خارجية
- الشيخ الدكتور محمد صدقي البورنو - مسيرته وحياته
- على كرسيّه المتحرّك د. محمد صدقي البورنو الغزّي 92 عامًا يزور معرض الكتاب العربي في غازي عنتاب.
- فضيلة الدكتور محمد صدقي البورنو - نصيحة موجزة لطلبة العلم.
- الوجيز في إيضاح قواعد الفقه الكلية - د. محمد صدقي البورنو - شرح مرئي.